# Baren
Baren är ett dokusåpaformat framtaget och producerat av Strix Television. Den svenska versionen sändes på TV3 och gjordes i fem säsonger med Robert Aschberg som programledare. Den första säsongen, som sändes våren år 2000, inleddes den 24 april det året och den sista sändes våren 2002. Som mest framgångsrikt var programmet kring andra och tredje säsong vintern 2000–2001. Programmet lades ner på grund av dåliga tittarsiffror, men har spritt sig över hela världen (bland annat till Polen, Kambodja, Argentina och Georgien) och sänds fortfarande i flera länder.[källa behövs]
Meral Tasbas är en av de mest kända deltagarna, och hon återkom i flera säsonger. Bland andra mer eller mindre kända deltagare i programmet kan nämnas Dick Lundberg, Håkan Hallin, Daniel Wallén, Molle Holmberg, Marcus Krite, Daniel Dellamorte, Sonny Boy Gustafsson och Jens Liljestrand.
Dessutom gästades Baren ofta av kändisar. I säsong ett var Runar Søgaard med som andlig mentor, och säsong två gästades av bl. a. Magnus Uggla (som framförde sin hitlåt Kung för en dag), Peter Wahlbeck och Anna Book.
Sångaren Dag Finn var med som deltagare i den fjärde säsongen av Baren (2001), där även bland annat  Alexander Erwik, Jens Liljestrand och Anna Dabrowski var med. Mathias "Jokkmokk" Enlund blev överlägsen vinnare före tvåan Robert Johansson och Dag "Dagge" Finn som trea. Det fyra första säsongerna sändes från det nu nedlagda Gamla Stans bryggeri, som ägdes av affärsmannen Jan Stenbeck, på Skeppsbron i Stockholm. Säsong fem flyttades till Alby och i april 2002 kom beskedet från TV3 att det blev den sista.
I början av mars 2015 meddelade TV4 att man hade köpt rättigheterna till formatet och kommer att börja sända säsong sex av dokusåpan i april samma år. Programledare blev Paolo Roberto och programmet Baren Pop Up sändes dagligen på TV12 och på TV4 Play till i början av maj samma år.